# Slå trilla
Slå trilla är en gammal nordisk och nordtysk idrottslek som spelades med en träskiva (trilla) mellan fyra och åtta tum i diameter och två tum tjock. Den kastades eller slogs med ett slagträ som liknade en bandy- eller ishockeyklubba. Tävlingen gick ut på att driva motståndarlaget bakåt över en äng eller landsväg.
En variant är slå trissa där en trätrissa (rund träskiva), eller i vissa fall järnring, rullas längs marken eller kastas varefter motståndarna ska försöka stoppa den och rulla tillbaka den.
Lekarna har belägg från 1700-talet.